# À prendre ou à laisser (album)
Pour les articles homonymes, voir À prendre ou à laisser.
 (mars 2017).
Si vous disposez d'ouvrages ou d'articles de référence ou si vous connaissez des sites web de qualité traitant du thème abordé ici, merci de compléter l'article en donnant les références utiles à sa vérifiabilité et en les liant à la section « Notes et références ».
Albums de Six Coups MC
Mieux servi que par moi même
(2008)
À prendre ou à laisser est le premier street album du rappeur français Six Coups MC, sorti le 25 juin 2007.

## Liste des titres
| No  | Titre                                                                                | Durée |
| --- | ------------------------------------------------------------------------------------ | ----- |
| 1.  | Seul contre tous                                                                     | 4:03  |
| 2.  | Pour pas un centime (Ombre de choc 2)                                                | 3:36  |
| 3.  | Medley : La réussite (Block Story / du 9'4 au 7'5 - Rime de vampire (Unité 2 Feu))   | 2:17  |
| 4.  | Le son des blocks                                                                    | 2:53  |
| 5.  | Style certifié (feat. Sniper, Sefyu)                                                 | 3:08  |
| 6.  | Intro : À prendre ou à laisser, intro                                                | 1:17  |
| 7.  | À prendre ou à laisser (MC Raggaman)                                                 | 3:44  |
| 8.  | Medley : J'représente (C.D.D / J'casse la baraque / 20 Kilos en plus)                | 2:54  |
| 9.  | Bande 2 batards (Rapeur d'1stinct et B.R.S)                                          | 3:30  |
| 10. | Imparfait (Version double)                                                           | 3:26  |
| 11. | Arsenal vocal (feat. Issa)                                                           | 3:01  |
| 12. | L'instinct rappeur (Rapeurs d'1stinct)                                               | 3:13  |
| 13. | Notre métier                                                                         | 2:28  |
| 14. | Medley Rai'n'b Fever (C cho ça brûle 1 et 2 / Loosin U / À moi la vie / Sobri 2 RMX) | 3:15  |
| 15. | Fusion                                                                               | 3:24  |
| 16. | On s'comprend / Meh                                                                  | 3:09  |
| 17. | 2006 (Rapeurs D'1stinct)                                                             | 4:33  |
| 18. | Medley 4 (Coup de pression / Freestyle)                                              | 3:34  |
| 19. | Kaïra-Kaïra (feat. Seth Gueko, Alpha 5.20)                                           | 1:20  |
| 20. | Sur écoute (feat. RLF)                                                               | 3:23  |
| 21. | D'amour et d'harmonie                                                                | 3:05  |
| 22. | Il a dit, il a menti (feat. Issa)                                                    | 3:40  |
| 23. | T'as pas plus...                                                                     | 4:20  |

| 24. | Test surtout pas | 4:43 |